# Dawid Kubacki
Dawid Kubacki (n. 12 martie 1990, Nowy Targ, voievodatul Polonia Mică, Polonia) este un săritor cu schiurile ce a reprezentat Polonia, medaliat olimpic. A participat la 3 ediții ale Jocurilor Olimpice (2014, 2018, 2022) în care a câștigat o medalie de bronz.